# Dos Jidisze Wort
 Dos Jidisze Wort (דאָס ייִדישע וואָרט, auch Dos yidishe Wort „Das jüdische Wort“) bzw. mit dem polnischen Titel Słowo Żydowskie ist eine zweisprachige Monatszeitschrift auf Jiddisch und Polnisch. Es ist die einzige jiddische Zeitschrift, die derzeit in Polen veröffentlicht wird.

## Geschichte
Dos Jidisze Wort ist das Presseorgan der Sozial-Kulturellen Gesellschaft der Juden in Polen (TSKŻ) und die Fortsetzung der bis 1991 erschienenen Zeitung Folks-shtime (Volksstimme). Die erste Ausgabe von Dos Jidisze Wort erschien 1992 und sie erschien ursprünglich zweimal im Monat. Seit Januar 2009 wird sie monatlich veröffentlicht. Ihre früheren Chefredakteure waren Adam Rock, Zbigniew Safyan, Michail Sobelman und Jacob Weizner, derzeit ist es Arthur Hoffman, der Vorsitzende der Sozial-Kulturellen Gesellschaft der Juden in Polen (TSKŻ). Aleksandra Król (vom Museum der Geschichte der polnischen Juden) ist für den Part auf Jiddisch verantwortlich.
Eine gleichnamige Zeitung wurde vor dem Zweiten Weltkrieg in Polen veröffentlicht.